# Isländische Eishockeyliga 1999/2000
Die Saison 1999/2000 war die neunte Spielzeit der isländischen Eishockeyliga, der höchsten isländischen Eishockeyspielklasse. Meister wurde zum insgesamt zweiten Mal in der Vereinsgeschichte Skautafélag Reykjavíkur.

## Modus
In der Hauptrunde absolvierten die drei Mannschaften jeweils sechs Spiele. Die beiden bestplatzierten Mannschaften qualifizierten sich für das Meisterschaftsfinale. Für einen Sieg erhielt jede Mannschaft zwei Punkte, bei einem Unentschieden gab es einen Punkt und bei einer Niederlage null Punkte.

## Hauptrunde

### Tabelle
|    | Klub                         | Sp | S | U | N | Tore  | Punkte |
| -- | ---------------------------- | -- | - | - | - | ----- | ------ |
| 1. | Skautafélag Reykjavíkur      | 6  | 5 | 0 | 1 | 51:28 | 10     |
| 2. | Skautafélag Akureyrar        | 6  | 4 | 0 | 2 | 52:35 | 8      |
| 3. | Ísknattleiksfélagið Björninn | 6  | 0 | 0 | 6 | 22:62 | 0      |

Sp = Spiele, S = Siege, U = unentschieden, N = Niederlagen, OTS = Overtime-Siege, OTN = Overtime-Niederlage, SOS = Penalty-Siege, SON = Penalty-Niederlage

## Finale
- Skautafélag Reykjavíkur - Skautafélag Akureyrar 3:2 (5:6, 3:2, 5:2, 3:6, 5:4)